# Automovilismo en Argentina

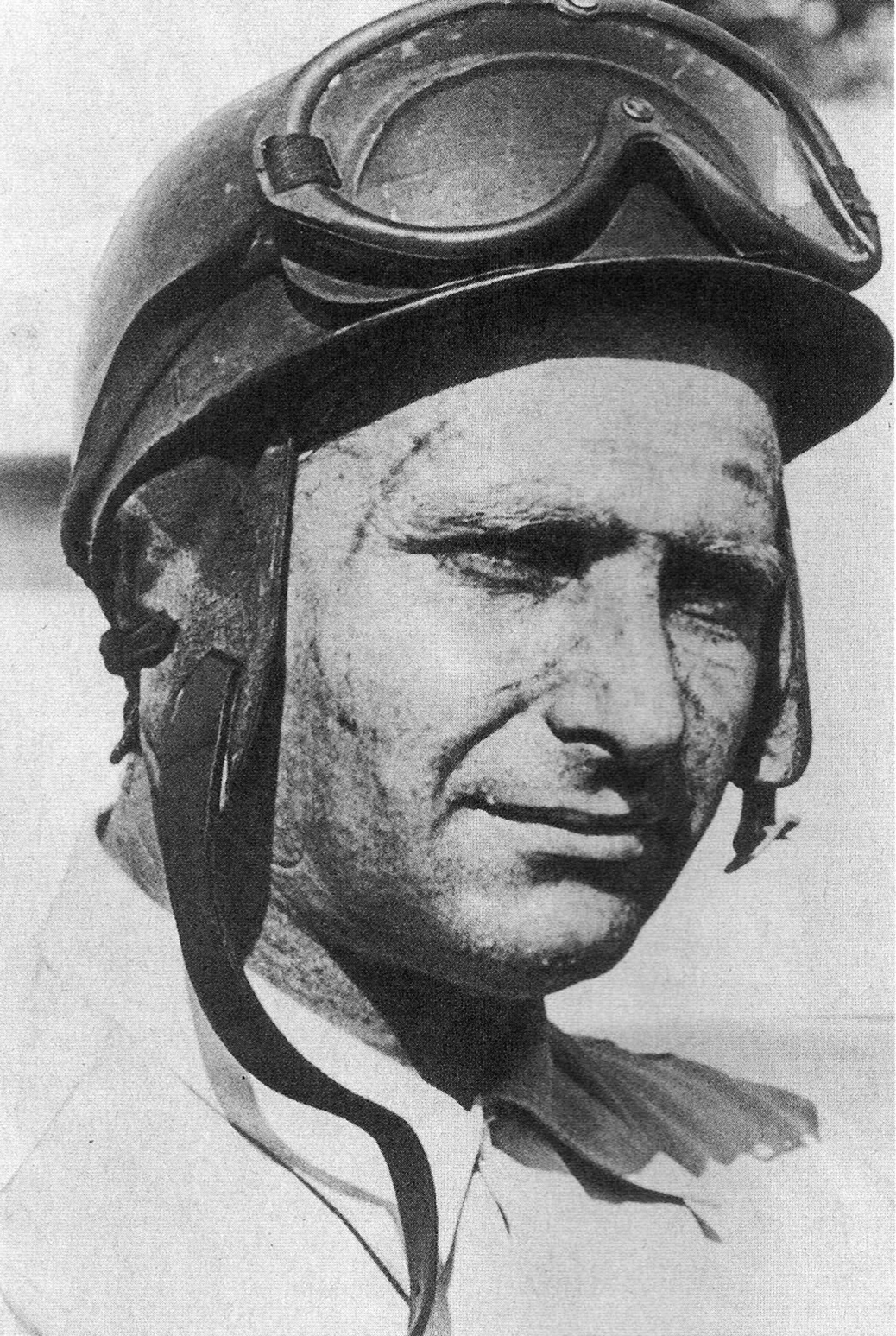
Juan Manuel Fangio, uno de los pilotos argentinos más conocidos, con 2 campeonatos de TC y 5 de F1.

Los inicios del automovilismo en la República Argentina se remontan a principios del siglo XX, nueve años después de la entrada del primer automóvil al país. El crecimiento de la actividad obligó a promulgar una ley de vialidad con la que nació el Turismo Carretera.

## Los inicios

### Primeros automóviles ingresados al país
No se sabe con certeza cuál fue el primero, pero sí, que en 1887 ingresaron dos; Dalmiro Várela Castex importó desde Europa un triciclo de la marca De Dion Bouton a vapor y Eleazar Herrera Motta un Holzman Eléctrico desde Estados Unidos.
En 1892 Varela Castex importó un Benz a caldera, en 1895 un Daimler que se encendía por incandescencia y en 1896 un  Decauville que era de explosión y a gasolina.

### Los cambios que generó el automóvil en la sociedad
Los cambios en la sociedad fueron muchos pero los más relevantes fueron lo que John Urry ha llamada la "Automovilidad" que se entendía como una constelación de nuevas prácticas y sentidos culturales, una cultura conformada en torno al automóvil, a la velocidad y al movimiento (Urruy,2000;Featherstone et al., 2005).
El automóvil tomó un papel protagónico en los viajes de placer, sus características se transformaron a partir de fines de 1920 hasta comienzos de 1930, en ese tiempo fue adoptado por sectores medios.
Esto coincidió con el desarrollo del "turismo nacional", que consistía en el desplazamiento dentro del país con fines recreativos por un periodo corto de tiempo.    

### Automóvil Club Argentino
El Automóvil Club Argentino (ACA) fue fundado en el año 1904, luego de varios viajes a Europa para conocer entidades similares, con Dalmiro Varela Castex como primer presidente. La primera reunión formal se realizó en la Sociedad Hípica Argentina.

### Primera carrera fiscalizada
El 16 de noviembre de 1901 se realizaron dos carreras de automovilismo en el hipódromo de Belgrano. En la primera y triunfó Juan Cassoulet al volante de un Rochester con un tiempo de 49 segundos. La segunda carrera se disputó sobre 3000 metros, y ganó Marcelo Torcuato de Alvear ante Aarón de Anchorena.
La primera carrera fiscalizada por el ACA se realizó el 9 de diciembre de 1906. El recorrido fue por el Camino del Bajo, actualmente Avenida del Libertador, con partida en el barrio de La Recoleta y llegada en Tigre. La inscripción fue libre, y participaron 23 automóviles. El ganador fue Manuel Marin que conducía un Darracq de 20 caballos de fuerza.

### Primer automóvil de fabricación nacional

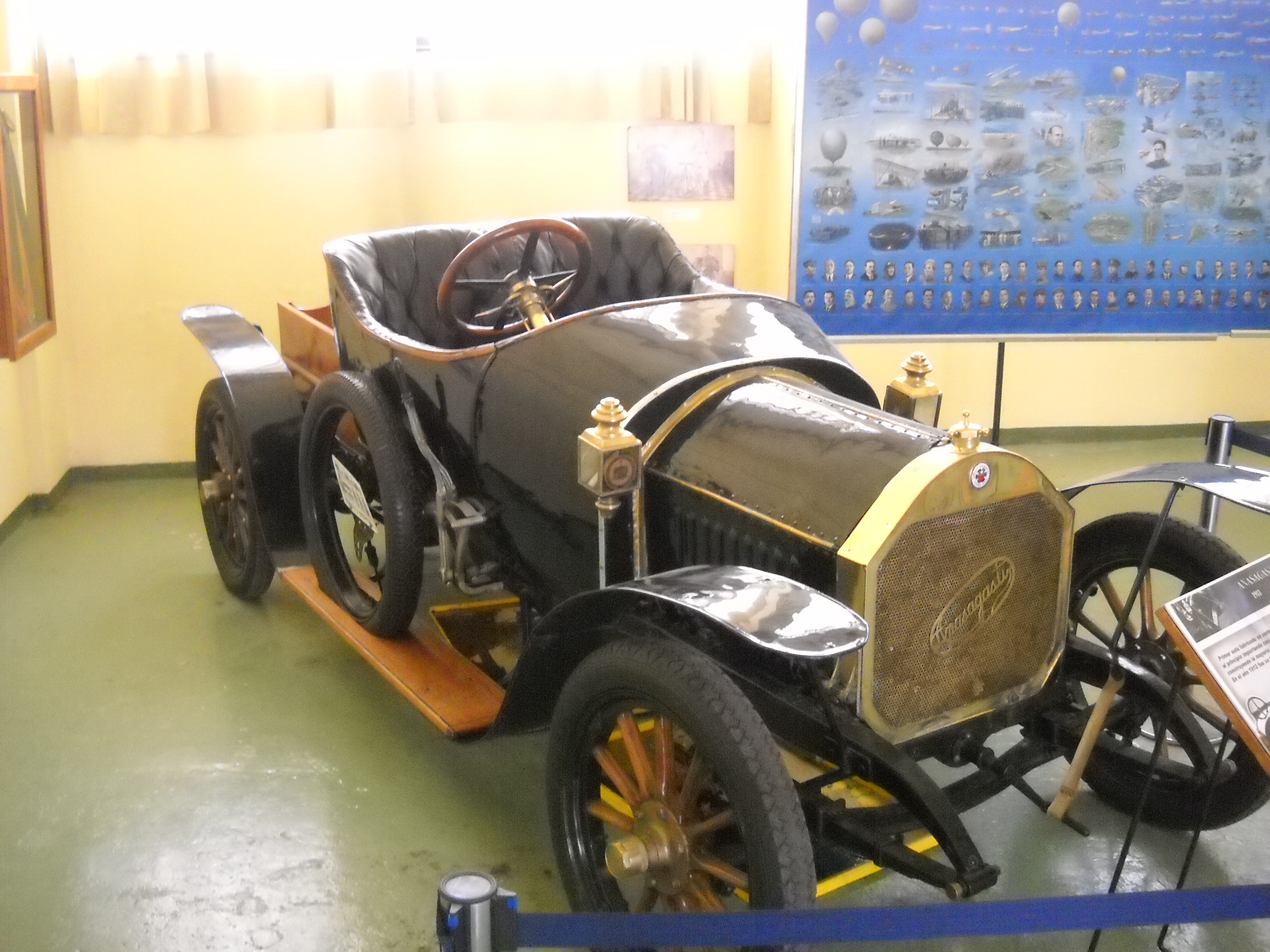
Automóvil Anasagasti, en exposición en el Museo Nacional de Aeronáutica

El primer automóvil nacional que se fabricó en serie, fue construido por Horacio Anasagasti, proveniente de una acaudalada familia vasca. Poseía conocimientos de ingeniería y comenzó su emprendimiento en un pequeño taller donde reparaba los autos de sus amigos. En 1911, logró construir su prototipo, este tenía capacidad para cuatro personas, era abierto, y estaba equipado con un motor Janvier de origen francés. Lo construyó en dos versiones, una de doce HP y otra de quince. La primera carrera oficial del automóvil Anasagasti fue el 17 de septiembre en la carrera Rosario-Córdoba-Rosario.
Se fabricaron unos cien autos, el precio de este vehículo era de 6.000 pesos que Anasagasti financiaba en cuotas de 200. 
Pero en 1915 su fábrica se vio obligada a cerrar. Con el comienzo de la Primera Guerra Mundial, sus insumos, que eran importados de Europa, no pudieron ser reemplazados por la industria local.
Hoy solamente quedan dos ejemplares, uno es patrimonio del Club de Automóviles Clásicos de Argentina. El otro, que pertenece a la Fuerza Aérea Argentina, se encuentra en exhibición en el Museo Nacional de Aeronáutica.

### Los años 20
Los años veinte se caracterizaron por la incorporación de más corredores, la mayoría de ellos de origen modesto, como el caso del mecánico Domingo Bucci. Muchos de ellos venían del interior motivados por las importantes sumas de dinero.

El primer puesto del Gran Premio del ACA de 1924 tenía una recompensa de $7500 que equivalían a más del doble del precio de un Ford sedán cuatro puertas de ese año.

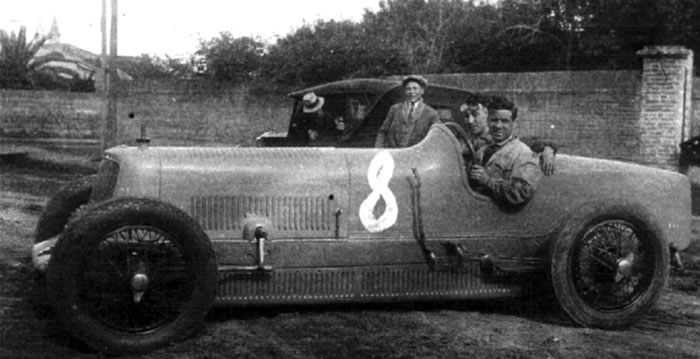
Domingo Bucci en Esperanza, Provincia de Santa Fe, año 1927.

En 1914 el ACA creó el Gran Premio, una carrera anual que debía tener una extensión no menor a los 500 kilómetros. Entre 1916 y 1923 se corrió entre las ciudades de Buenos Aires y Rosario (Santa Fe). 
En 1924, al disputarse entre Buenos Aires y Córdoba, llegó al recorrido más largo de Sudamérica hasta ese momento.
En 1925 el piloto italiano  Pietro Bordino viajó a este país con el objetivo de realizar una exhibición de su vehículo  Fiat de ocho cilindros en línea y 3000 cc. Pero debido a un cambio en el reglamento internacional que estipuló un tope máximo de 2000 cc. se agregó un compresor de tipo volumétrico para mantener la potencia original, contando con 1000 CC. menos de cilindrada.
La prueba de velocidad se realizó en un tramo asfaltado entre las localidades de Morón con Bella Vista, el registro de los tiempos estuvo a cargo del ACA. El Fiat de Bordino registró 192 km/h.
Luego de que el vehículo estuviera un mes en exposición en el centro de Buenos Aires, Pietro Bordino retorno a Italia.

### El Primer Gran Premio Internacional
Fue en 1935 y consistió en cinco etapas, Buenos Aires - Mendoza, Mendoza - Santiago de Chile,  Santiago de Chile - Neuquén, Neuquén - Bahía Blanca y Bahía Blanca - Buenos Aires. 
El promedio de velocidad fue de 60 km/h. Argentina y Chile lideraron la competencia. El ganador fue Arturo Kruuse con un Plymouth, acompañado por Castulo Hortal, Kruuse recibió el título de Campeón Argentino.  
Luego, este tipo de competencias se trasladaría a Brasil, Paraguay y Perú, después, a Ecuador y Colombia.

### Gran Premio Internacional del Norte
Se realizó en 1940, el recorrido fue entre Buenos Aires (Argentina), La Paz (Bolivia) y Lima (Perú) y desde allí se regresó al punto de partida.
La largada fue desde el estadio de River Plate el 27 de septiembre, había 92 inscriptos. 
Oscar Gálvez, que conducía un Ford junto a su hermano Juan, fue el primero en llegar a la ciudad de Tucumán. Ernesto Barbetta resultó gravemente herido al volcar su automóvil, murió a pocos días después.
El próximo tramo fue Tucumán-La Quiaca, 644 km de recorrido.  Oscar Gálvez, pasa a ser el primero en la clasificación general, en el segundo lugar se posiciona Fangio, que corría un Chevrolet, por una diferencia mínima de 1' 52" en tercer lugar se ubicaba Arturo Kruuse. 
Para la etapa de Villazón a Potosí quedaban solamente 63 vehículos, Oscar Gálvez es nuevamente el ganador. En la siguiente, Potosí-La Paz, muchos pilotos sufrieron apunamiento, Oscar Gálvez debe detenerse al costado del camino por la rotura de su caja de cambios y pierde el primer puesto, Fangio gana esta etapa con un promedio de casi 70 km/h. 
Le sigue la etapa La Paz–Arequipa, Gálvez vuelve al primer lugar y gana. 
En la etapa Arequipa–Nazca cuyo recorrido bordea el Océano Pacificó, nuevamente el ganador es Gálvez, pero Fangio permanece primero en la clasificación general.
La próxima es Nazca-Lima y el ganador es Daniel Musso. Los pilotos que quedan podrán descansar dos días en Lima antes del regreso a Buenos Aires.   
La siguiente etapa es Arequipa 1122 km de recorrido, en este tramo los Gálvez sufrieron un accidente importante con heridas de consideración y Fangio termina primero.  
También gana la siguiente etapa, La paz-Potosí. Domingo Marimón gana la etapa Potosí-Villazón y también la siguiente hasta Tucumán. 
La etapa Tucumán y Luján, 1313 km, es ganada por Víctor García. 
Terminaron la carrera 32 de los 92 participantes. Fangio finalizó la última etapa en sexto lugar, pero resultó ganador absoluto del Gran Premio con 109 horas 36 minutos y 16 segundos.

### Buenos Aires-Caracas

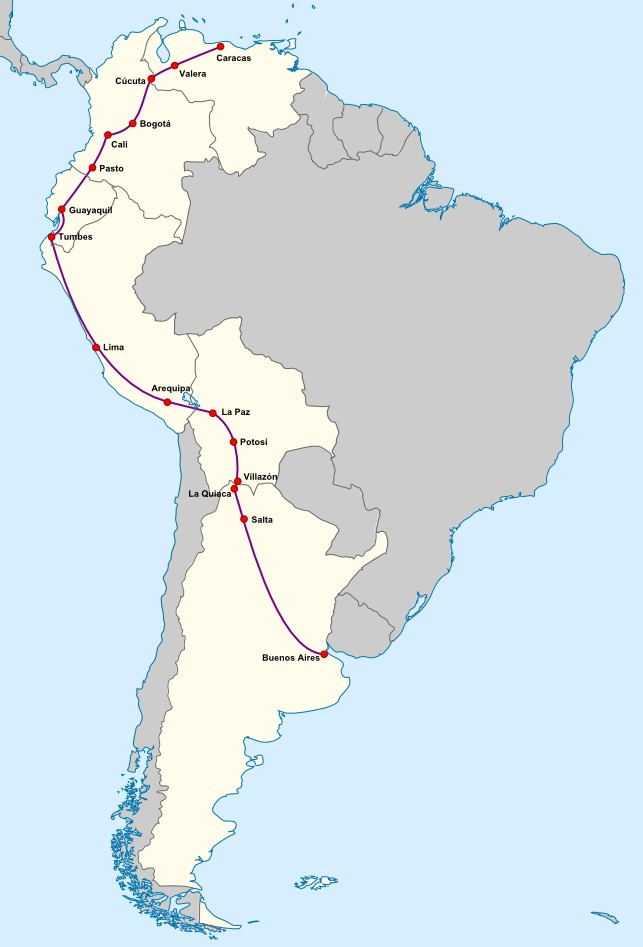
Gran Premio de la America del Sur del TC

Esta competencia se denominó Gran Premio de la América del Sur del Turismo Carretera. Lo organizó el ACA, se corrió del 20 de octubre al 8 de noviembre de 1948 y atravesó seis países (Argentina, Bolivia, Perú, Ecuador, Colombia y Venezuela). Hubo 141 inscriptos, la mayoría de ellos argentinos.
El ganador fue Domingo Marimón piloteando un Chevrolet Master. Era argentino de origen catalán, además de Turismo Carretera también compitió en Fórmula 1 Mecánica Argentina. El segundo lugar fue para Eusebio Marcilla (Quien se retrasó para ayudar Fangio, que había sufrido un accidente de gravedad) y el tercero para Juan Gálvez.

### Periodo de inactividad 1942-1946
En 1942, en Presidencia de Ramón S. Castillo, se decretó la prohibición de todas las competencias de automóviles en todo el territorio Nacional, debido a la Segunda Guerra Mundial.
Muchos pilotos se retiraron, otros se dedicaron a las carreras de lanchas, que no estaban prohibidas a pesar de que funcionaban a nafta, los motores eran dentro de borda y el casco de las lanchas, de madera. En estas competencias participaron entre otros los hermanos Oscar y Juan Gálvez. 
Las carreras de automotores comenzaron a reiniciarse lentamente una vez finalizada la Segunda Guerra Mundial.

## Competiciones

### Principales categorías nacionales
El campeonato local más famoso e importante es el Turismo Carretera, que se trata de carreras con automóviles de calle adaptados para correr. A las marcas que participan de este certamen —Chevrolet, Dodge, Ford y Torino— se les considera las cuatro más grandes del automovilismo argentino. El TC2000 (Súper TC2000 entre 2012 y 2021) es la versión modernizada del TC, con automóviles más modernos y adaptados que en el TC. Otras categorías que han tenido cierto auge en los últimos tiempos son el Top Race V6 y el Turismo Nacional, así como la nueva TC Pick Up o el Turismo Pista. El Campeonato Argentino de Rally de disputa desde 1980.
En cuanto a campeonatos extintos, se puede mencionar al Sport Prototipo Argentino y a la Fórmula 1 Mecánica Argentina, los cuales supieron tener éxito, gracias a la participación de los más vistosos y variados prototipos de competición construidos en el país. De estas dos, en el año 2000 surgió una categoría de temática similar al Sport Prototipo Argentino, denominada GT 2000, la cual con el paso del tiempo comenzó a perder en audiencia y participación a nivel nacional. Finalmente, en 2023 se intentó recrear el Sport Prototipo Argentino, tomando como base el GT2000 y reutilizando el histórico nombre del SPA.

### Competencias internacionales
El Gran Premio de Argentina de Fórmula 1 se corrió en 21 ediciones en los siguientes períodos: de 1953 a 1960, de 1971 a 1981, y de 1995 a 1998, todas ellas en el autódromo de Buenos Aires. Tuvo entre sus principales figuras a Alberto Ascari, Juan Manuel Fangio, José Froilán González]; Stirling Moss, Bruce McLaren, Chris Amon, Jackie Stewart, Carlos Reutemann, Emerson Fittipaldi, Jody Scheckter, Mario Andretti, Jacques Laffite, Alan Jones, Nelson Piquet, Damon Hill, Jacques Villeneuve y Michael Schumacher.
En la disciplina del rally, el Rally de Argentina es prueba puntuable para el Campeonato Mundial de Rally desde 1980 interrumpidamente, a la vez que el país fue sede del Rally Dakar desde 2009 hasta 2018.
Antiguamente acogía a la Fórmula 2 internacional, los 1000 km de Buenos Aires del Campeonato Mundial de Resistencia y en una ocasión al Campeonato Nacional del USAC en el óvalo de Rafaela, además de campeonatos regionales como la Fórmula 2 Codasur. En el siglo XXI han visitado el país el Campeonato FIA GT, el WTCC y el WRX y la Fórmula E.

## Grandes figuras

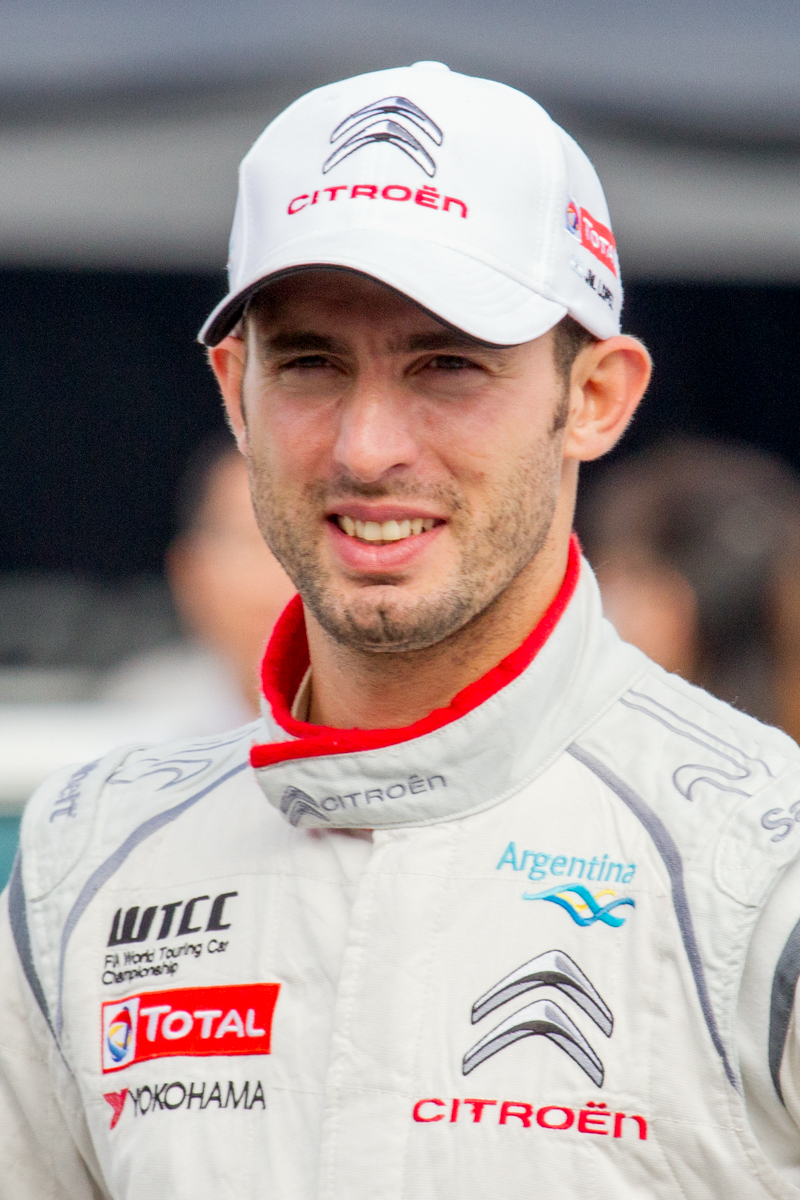
José María López es el segundo argentino con más campeonatos mundiales de automovilismo (5), detrás de Fangio.

La máxima figura de este deporte en la Argentina es Juan Manuel Fangio, quien fue 5 veces campeón mundial de Fórmula 1 con cuatro marcas: Alfa Romeo (1951), Mercedes-Benz (1954–1955), Ferrari (1956) y Maserati (1957). Logró 24 victorias en 51 carreras disputadas, registrando la mayor efectividad de la historia de la Fórmula 1.
Además, José María López obtuvo el Campeonato Mundial de Turismos en 2014, 2015 y 2016, el Campeonato Mundial de Resistencia de la FIA en 2019-20 y 2021,además de las 24 Horas de Le Mans en 2021, mientras que Juan Manuel Fangio II obtuvo el Campeonato IMSA GT 1992 y 1993. Otros pilotos destacados internacionalmente han sido Oscar Larrauri en sport prototipos, Jorge Recalde, Gabriel Raies, Gabriel Pozzo y Orlando Terranova en rally.
Cabe citar también a José Froilán González, primer ganador de un Gran Premio de Fórmula 1 en la historia de Ferrari, tras haber triunfado en Silverstone, en 1951. También triunfó en las 24 Horas de Le Mans de 1954, siendo el primero de los dos argentinos en ganar la carrera de resistencia más importante del mundo.
En la década del 70 la figura destacada dentro de la Fórmula 1 fue Carlos Reutemann, quien a lo largo de su carrera logró un total doce grandes premios, siendo 1981 el año con mejor resultado, ya que fue subcampeón de la categoría.
En cuanto al automovilismo nacional, se han destacado pilotos como Oscar Alfredo Gálvez, Juan Gálvez, Dante Emiliozzi, Héctor Luis Gradassi, Roberto Mouras, Oscar Castellano, Juan María Traverso, Guillermo Ortelli, Omar Martínez y Agustín Canapino.

## Circuitos
Los circuitos se ubican por todo el país, el principal autódromo es el de Buenos Aires. Ha sido sede el Gran Premio de Argentina de Fórmula 1 y los 1000 km de Buenos Aires. Otros circuitos que han recibido carreras internacionales son el Circuito de Potrero de los Funes, el Autódromo Ciudad de Rafaela, el Autódromo de Termas de Río Hondo y el Circuito San Juan Villicum, inaugurado en 2018.
Hasta 1997, el Turismo Carretera realizaba parte de su calendario en circuitos semipermanentes en rutas nacionales. Tras una serie de accidentes fatales y la evidente deficiencia en la seguridad, tanto para pilotos como espectadores, estas competencias fueron prohibidas. Desde entonces, el TC solamente ha competido en autódromos, exceptuando algunas carreras puntuales en callejeros o bases aéreas.

## Difusión y televisación
El automovilismo de Argentina es emitido por la TV Pública (Turismo Carretera y Turismo Nacional); y por Carburando (TC 2000 y Top Race V6). Al igual que en el resto de Hispanoamérica, Fox Sports 3 transmite principalmente eventos de deporte motor. 
Los medios de comunicación nacionales más reconocidos son Carburando y Campeones.